# Primitivismus

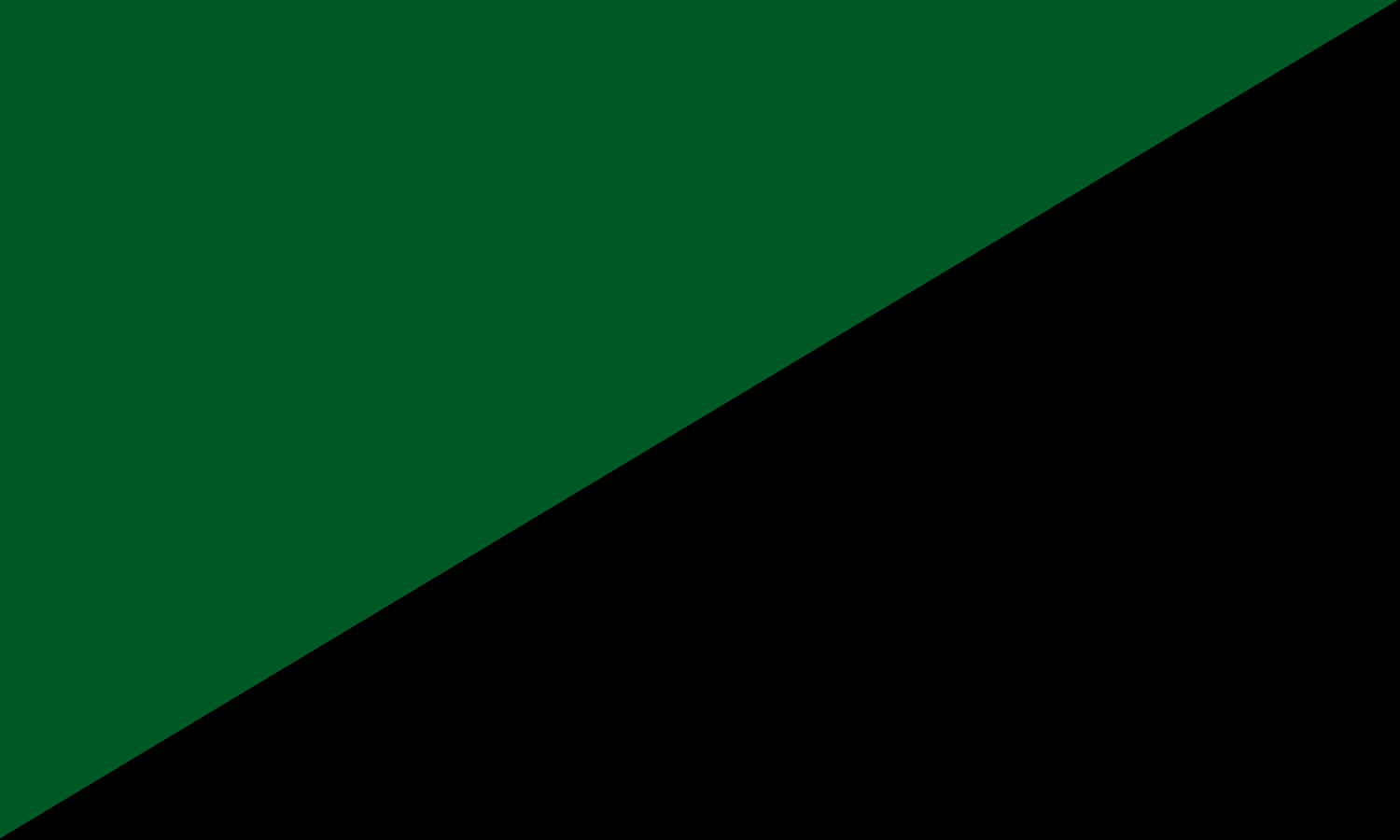
Schwarz-Grüne Flagge des Anarcho-Primitivismus (Anarchistische Symbolik)

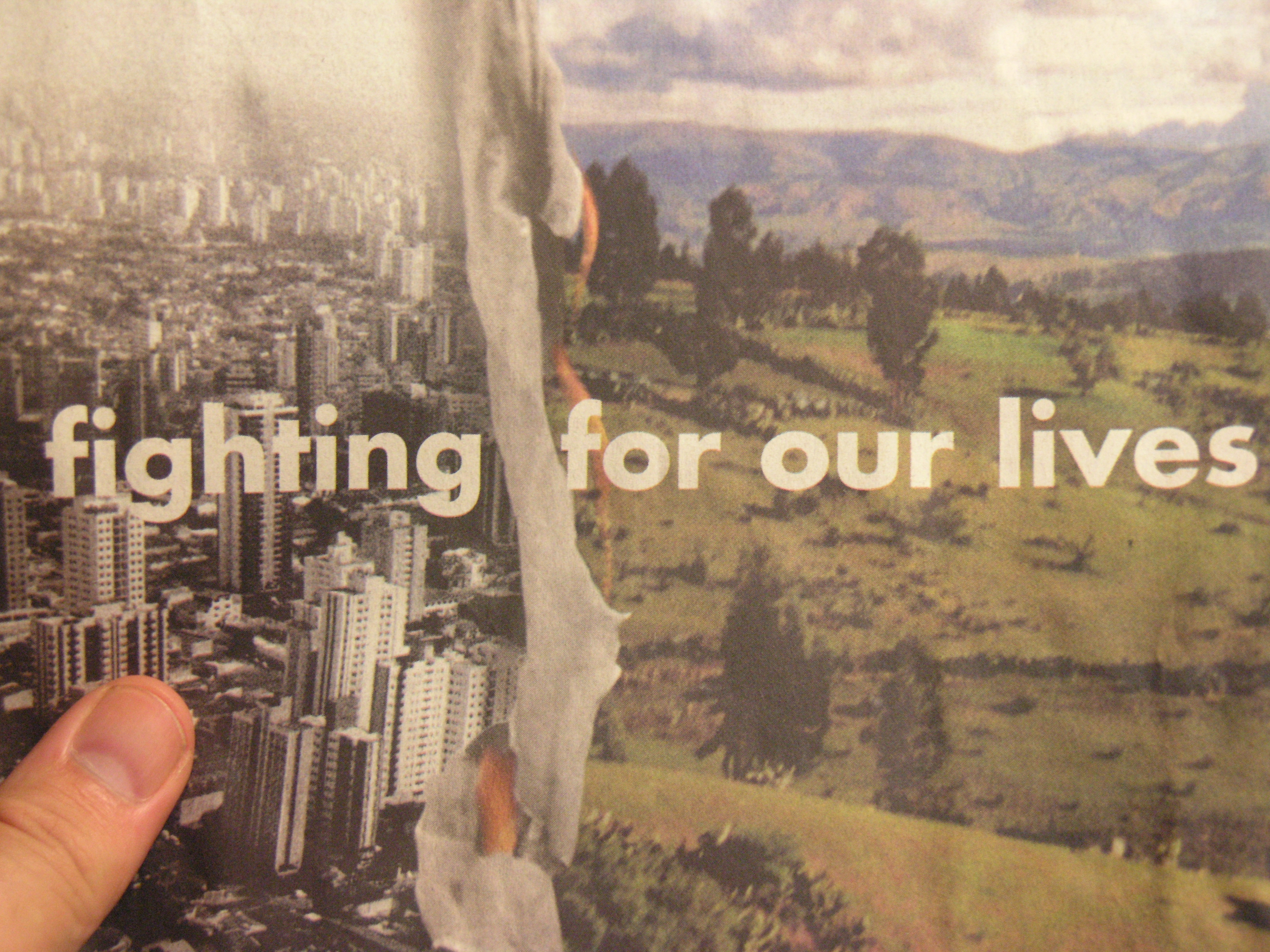
Englischsprachiger Slogan in einem anarcho-primitivistischen Magazin, der die moderne Zivilisation als gefährlich darstellt.

Primitivismus bezeichnet eine politische und philosophische Strömung, die eine gesellschaftliche Rückkehr zu vorindustriellen und oft sogar vorlandwirtschaftlichen Lebens- und Produktionsverhältnissen anstrebt. Ideengeschichtliche Vorläufer des Primitivismus sind vor allem verschiedene anarchistische Strömungen. Oft wird er selbst als solche betrachtet und deswegen auch Anarcho-Primitivismus genannt. Der Primitivismus wird manchmal als eine Teilströmung des Öko-Anarchismus betrachtet.
Im Primitivismus werden Überzeugungen, die von den meisten anderen politischen Strömungen als selbstverständlich betrachtet werden, ideologiekritisch hinterfragt. Der „technische Fortschritt“ sei nicht fortschrittlich, sondern habe zunehmend negative Auswirkungen auf die Menschen (z. B. Entfremdung). Besonders verheerend sei die Entwicklung moderner Technologien durch großformatige Organisationsstrukturen seit der industriellen Revolution gewesen. Aber auch schon der vorherige Wandel der Gesellschaft seit dem Ende der neolithischen Revolution und somit des Lebens als Jäger und Sammler, wird von den meisten Primitivisten kritisch gesehen – und damit jede Form der Zivilisation.
Viele überzeugte Primitivisten leben ein friedliches, minimalistisches Einfaches Leben. Dafür ziehen sich manche als Aussteiger alleine oder gemeinsam mit anderen als Kommune soweit möglich aus der modernen Zivilisation zurück. Einige werden aktiv und verbreiten primitivistische Ideen in der Gesellschaft. Nur wenige versuchen gewaltsam, eine Revolution herbeizuführen, die das industrielle System und dessen moderne Technik zerstören soll, so beispielsweise der als „Unabomber“ bekannt gewordene US-amerikanische Terrorist Theodore Kaczynski. Von den meisten Primitivisten werden solche Gewalttaten strikt abgelehnt.

## Geschichte
Manche Theoretiker vertreten die Ansicht, dass der Anarcho-Primitivismus schon lange durchgehend als politische Ideologie existiert und dass mittlerweile über alle Kulturen und Generationen hinweg Unzufriedenheit mit der Zivilisation besteht sowie der Wunsch, zur Natur „zurückzukehren“. Sie argumentieren zusätzlich, dass auch der größer werdende Spalt zwischen Zivilisation und Natur den Wunsch der Menschen nach Zerstörung der Zivilisation stärkt und außerdem die kontinuierliche Relevanz anarcho-primitivistischen Denkens bekräftigt.

### Altertum, Mittelalter und Romantik
Der Primitivismus entstand aus verschiedenen anarchistischen Strömungen. Ähnliche Überzeugungen fanden sich aber schon deutlich früher, z. B. bei den Kynikern im antiken Griechenland, dem daoistischen chinesischen Philosophen Zhuangzi, dem mittelalterlichen Mönchtum, den Wiedertäufern und den romantischen Verklärern des Edlen Wilden.

### Bis zur Mitte des 20. Jahrhunderts

#### Luddismus
In seiner anti-technologischen Orientierung ist der Primitivismus unter anderem vom Luddismus in England Anfang des 19. Jahrhunderts und den Maschinenstürmern inspiriert. Im englischsprachigen Raum werden Primitivisten daher häufig (teils abwertend) als „Neo-Ludditen“ bezeichnet; manchmal auch heute noch (meist abwertend) schlicht als „Ludditen“.

#### Henry David Thoreau

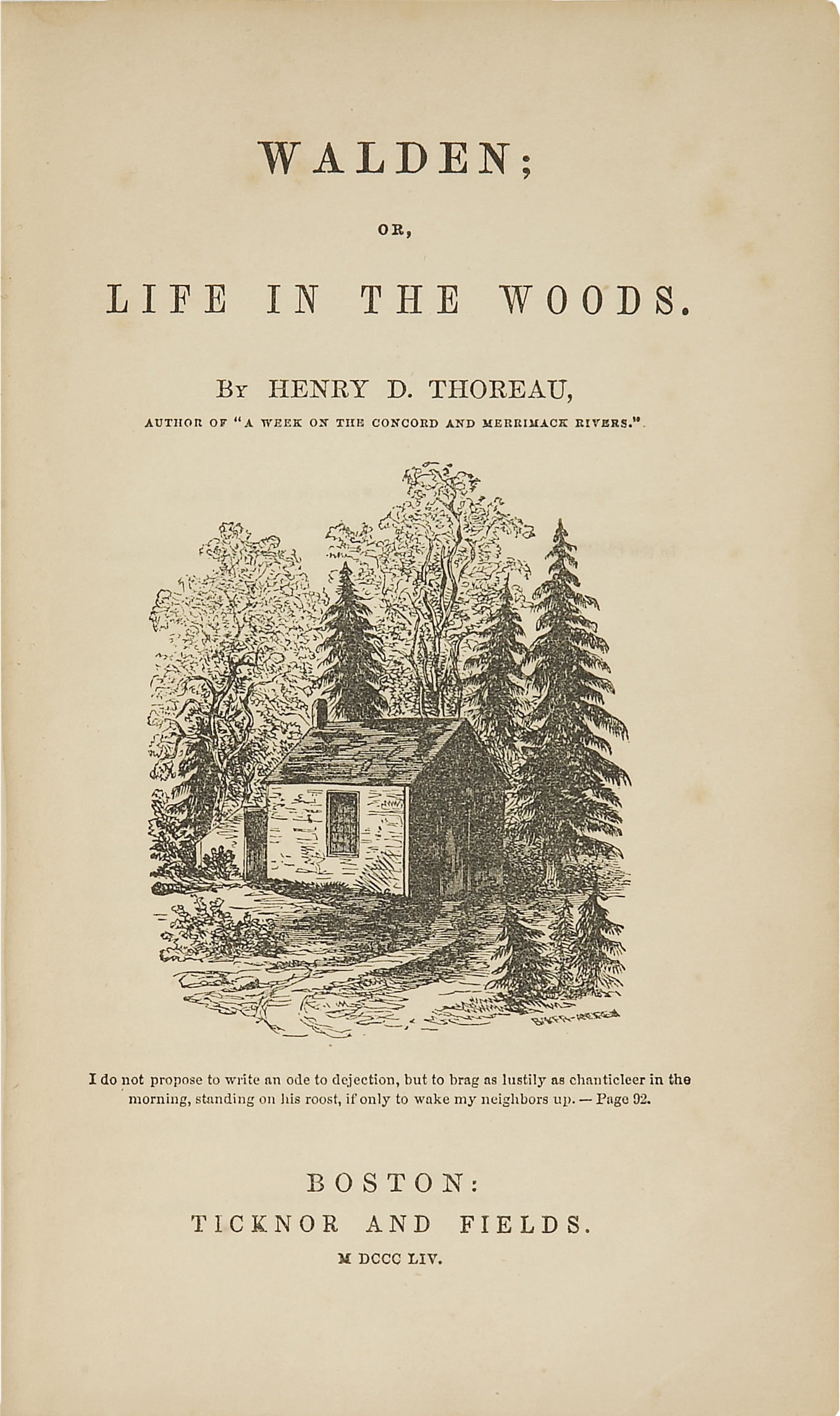
Titelbild der Originalausgabe von Walden von Henry David Thoreau aus dem Jahr 1854

In den Vereinigten Staaten wurde der Anarchismus erstmals durch die Schriften von Henry David Thoreau um eine ökologische Perspektive bereichert. In seinem Buch Walden spricht sich Thoreau für Einfaches Leben und Selbstversorgung inmitten einer natürlichen Umgebung aus, um Widerstand gegen die fortschreitend industrielle Zivilisation zu leisten. „Viele sahen in Thoreau einen der Vorreiter des Ökologismus und Anarcho-Primitivismus, wie er heute von John Zerzan vertreten wird. Nach George Woodcock kann diese Einstellung auch durch die Idee des Widerstands gegen den Fortschritt sowie der Ablehnung des zunehmenden Materialismus, der die nordamerikanische Gesellschaft in der Mitte des 19. Jahrhunderts charakterisierte, motiviert werden.“ Zerzan selbst fügte Thoreaus Exkursionen (1863) seiner überarbeiteten Sammlung von Antizivilisationsschriften Against Civilization: Readings and Reflections von 1999 hinzu.

#### Anarchistischer Naturismus
Im späten 19. Jahrhundert trat erstmals der anarchistische Naturismus (auch Anarcho-Naturismus) als Verbindung von anarchistischen und naturistischen Philosophien auf. Dieser war hauptsächlich wichtig innerhalb individualanarchistischer Kreise in Spanien, Frankreich und Portugal. Wichtige Einflüsse für den Anarcho-Naturismus waren Henry David Thoreau, Lew Tolstoi und Élisée Reclus. Der Anarcho-Naturismus plädierte innerhalb anarchistischer Gruppierungen sowie außerhalb für Vegetarismus, Freie Liebe, Freikörperkultur, Ökosiedlungen und eine generell ökologische Weltsicht. Der Anarcho-Naturismus warb für diese Ideen, vor allem die Freikörperkultur, um der Künstlichkeit der industriellen Massengesellschaft der Moderne entgegenzutreten.
Naturistische Individualanarchisten sahen das Individuum in seinen biologischen, physikalischen und psychologischen Aspekten, vermieden soziale Unterscheidungen und versuchten, diese abzuschaffen. Ihre Ideen spielten eine wichtige Rolle in individualanarchistischen Kreisen, vor allem in Frankreich, aber auch in Spanien, wo Federico Urales (Pseudonym von Joan Montseny) in La Revista Blanca (1898–1905) für die Ideen von Gravelle und Zisly eintrat. Diese Strömung war stark genug, um die Aufmerksamkeit der CNT/FAI in Spanien zu erlangen. Daniel Guérin berichtete in Anarchism: From Theory to Practice, wie „der spanische Anarchosyndikalismus lange darum bedacht war, die Autonomie der, wie sie es nannten, „Bezugsgruppen“ zu gewährleisten. Es gab viele Naturismus- und Vegetarismus-Experten unter ihren Mitgliedern, vor allem unter den armen Bauern des Südens. Beide Lebensstile wurden als geeignet für die Transformation des Menschen hin zu einer staatenlosen Gesellschaft betrachtet. Beim Saragossa-Kongress vergaßen die Mitglieder nicht das Schicksal der Gruppen der Naturisten und Nudisten, die „industrialisierungsungeeignet“ sind. Da es diesen Gruppen nicht möglich sein würde, für all ihre eigenen Bedürfnisse aufzukommen, erwartete der Kongress, dass ihre Delegierten für die Treffen der Konföderation der Kommunen spezielle ökonomische Vereinbarungen mit den anderen landwirtschaftlichen und industriellen Kommunen aushandeln können würden. Kurz vor einer gewaltigen, blutigen sozialen Transformation hielt die CNT es nicht für unklug, es zu versuchen, die unendlich verschiedenen Erwartungen der individuellen Menschen zu befriedigen.“

#### Primitivistische Strömungen in der Literatur
Zivilisationskritischer Primitivismus ist auch in Teilen der europäischen Bauernromanliteratur beschrieben worden, moderat etwa bei Ludwig Ganghofer und Knut Hamsun und zugespitzt im völkischen Heimatroman und in der Blut-und-Boden-Literatur, wobei in der letzteren das Lob der Scholle weniger antimodern als vielmehr eugenisch und rassenideologisch begründet wurde. Bereits vor der Entstehung literarischer Moden wie der Chłopomania des Jungen Polen war die Rückkehr zur Scholle auch in verschiedenen politischen Bewegungen, wie etwa dem Potschwennitschestwo, beworben worden.

### 20. Jahrhundert bis heute
Einige Primitivisten erforschen, unter Zuhilfenahme der wissenschaftlichen Erkenntnisse der Anthropologie, das Zustandekommen von Zivilisation, um ihren „Gegner“ besser zu verstehen sowie die Entstehung der gegenwärtigen Gesellschaft, damit sie einen durchdachten Richtungswechsel anstoßen können. Der primitivistische Insurrektionalismus hingegen will nicht auf das Ausformulieren der Kritik warten und attackiert stattdessen bereits mit spontanen Angriffen die gegenwärtigen Institutionen der Zivilisation.
Der aktuelle primitivistische Diskurs wird unter anderem von folgenden Ideen und Strömungen inspiriert:
- Die Situationistische Internationale und ihrer Kritik in Die Gesellschaft des Spektakels sowie der Entfremdung durch eine auf Konsumwaren basierenden Gesellschaft.
- Der Tiefenökologie und seiner Erkenntnis, dass das Wohlergehen allen Lebens verbunden ist mit der Bewusstwerdung des Wertes der nichtmenschlichen Welt unabhängig von deren ökonomischen Wertes. Primitivisten sind der Überzeugung, dass die Wertschätzung des Reichtums und der Vielfalt des Lebens dazu beiträgt, die gegenwärtige menschliche Beeinträchtigung der Welt als brutal und unverhältnismäßig zu erkennen.
- Dem Bioregionalismus und seiner Idee, komplett innerhalb seiner eigenen Bioregion zu leben und eine intime Verbindung zu Land, Wasser, Klima, Pflanzen, Tieren etc. derselben aufzubauen.[14]
- Der Kultur indigener Völker. Manche Primitivisten versuchen, von Indigenen nachhaltige Überlebenstechniken zu lernen sowie gesündere Wege, mit den diversen Lebensformen zu interagieren. Manche werden auch von der australischen Subkultur Feral (englisch wild) inspiriert, in welcher Menschen das häusliche Leben aufgeben und sich in die Wildnis reintegrieren.
- Der ökofeministischen Debatte um die Zusammenhänge von Ökologie und der Unterdrückung der Frau.
- Primitivisten teilen häufig einige Ansichten mit der Prepper-Bewegung der letzten Jahre, insbesondere die Erwartung einer globalen ökologischen Katastrophe.

## Wichtigste Ideen
Anarcho-Primitivisten kritisieren die Ursprünge und das Fortschreiten von industrieller Revolution und Industriegesellschaft. Schon der Wandel der Gesellschaft von Jäger und Sammlern zu landwirtschaftlicher Subsistenzwirtschaft während der neolithischen Revolution habe Entfremdung, soziale Schichtung und allerlei Zwänge verstärkt. Vor allem die Technologie (alle von Menschen geschaffenen Mittel zur Naturbeherrschung) entfremde die Menschen stark von der Natur, den Mitmenschen und sich selbst. Die technologische Entwicklung treibe in ihrem Wachstum aber nicht nur die verschiedenen Formen der Entfremdung der Menschen von ihrem Naturzustand, andersherum verstärke auch die menschliche Entfremdung wiederum die technologische Entwicklung („Teufelskreis“).
Die kleinen nomadischen Horden, in denen die Menschen damals lebten, seien sozial, politisch und wirtschaftlich gleichgestellt gewesen („Urkommunismus“). Aufgrund der ihnen fehlenden Hierarchie werden diese Horden oft als eine Form des Anarchismus betrachtet. Mit dem Aufkommen der Landwirtschaft wären die immer größer werdenden Menschenmassen immer abhängiger von der Technik geworden. Erst die Arbeitsteilung ermöglichte die Akkumulation des ökonomischen Potenziales und damit die Entstehung von Machtverhältnissen. Daraus ergäben sich dann die historische Erscheinung einer autoritären Kultur des Patriarchalen. Die Gesetzmäßigkeiten seien klassisch in eine totalitäre Weltanschauung religiöser oder esoterischer Machart eingebunden.
Tatsächlich sei die Technologie gemäß primitivistischer Vorstellungen die neue Religion, der Fortschrittsglaube Hoffnung, und die massenmedial inszenierten Ideen von Wachstum, Konsum usw. seien die modernen Götter und Götzen.
Ein ideologischer Schwerpunkt des Primitivismus liegt also vor allem in der Kritik an Kapitalismus und Konsumismus (Konsumkapitalismus), die Gesellschaft wird im Zuge dessen bspw. als Konsumgesellschaft, Überflussgesellschaft oder Wegwerfgesellschaft kritisiert.
Gefordert wird stattdessen gemeinsam mit anderen wachstumskritischen Bewegungen unter anderem eine Deindustrialisierung der Welt.

### Zivilisation und Gewalt
Anarcho-Primitivisten betrachten die Zivilisation als die Logik, Institution und den physischen Apparat von Domestizierung, Kontrolle und Herrschaft. Dabei liegt ein Fokus auf der Frage nach Ursprüngen. Die Zivilisation wird als das zugrundeliegende Problem bzw. als die Wurzel der Unterdrückung gesehen, weshalb sie demontiert oder komplett zerstört werden soll.
Der Aufstieg der Zivilisation wird von Primitivisten als ein über die letzten 10.000 Jahre hinweg vollzogener Wandel unserer Existenz beschrieben: weg von einer tiefen Verbundenheit mit dem Netz des Lebens (s. Tiefenökologie) hin zu einer Existenz, in der wir vom Rest des Lebens getrennt sind und versuchen, dieses zu kontrollieren. Es wird festgestellt, dass vor dem Entstehen der Zivilisation im Allgemeinen viel Freizeit existierte, beträchtliche Gleichstellung der Geschlechter und Gleichberechtigung, eine Herangehensweise an die natürliche Welt, die nicht zerstörerisch oder kontrollierend ist, die Abwesenheit organisierter Gewalt, keine vermittelnden oder formellen Institutionen sowie eine deutlich stärkere Gesundheit und Robustheit. Gemäß dem Primitivismus brachte erst die Zivilisation Massenkriege, die Unterdrückung der Frau, Überbevölkerung, stressige Arbeit, Konzepte von Besitztum, feste Hierarchien sowie die rasante Verbreitung von Krankheiten. Zivilisation beginne mit einem erzwungenen Verzicht auf instinktive Freiheit und wäre auf diesen angewiesen. Es sei unmöglich, diese Abkehr durch bloße Reformen rückgängig zu machen.
Manche Anthropologen, darunter Lawrence Keely, fechten diese Hypothesen allerdings an und vertreten bspw. die Ansicht, dass viele stammesbasierte Völker gewaltaffiner seien als die „weiter entwickelter“ Staaten.
Primitivisten gehen auf Grund anthropologischer Quellen davon aus, dass Jäger-und-Sammler-Gesellschaften weniger von Gewalt, Krieg und Seuchen betroffen sind. Der Primitivismus erhielt allgemein starken Einfluss aus der kulturellen Anthropologie und der Archäologie. Seit den 1960er Jahren werden Gesellschaften, die bisher als barbarisch betrachtet wurden, von Forschern neu bewertet. Manche dieser Forscher vertreten die Ansicht, dass die Frühmenschen in vergleichsweise stark ausgeprägtem Frieden und Wohlstand gelebt hätten in einer Gesellschaft, die auch als Original Affluent Society bezeichnet wird. Frank Hole, Experte für frühe Landwirtschaft, und Kent Flannery, Experte der mesoamerikanischen Zivilisation, stellten fest: „Keine Gruppe auf der Erde hat mehr Freizeit als die Jäger und Sammler, die ihre Zeit hauptsächlich auf Spiele, Konversationen und Entspannung verwenden.“ Jared Diamond schrieb in seinem Artikel „The Worst Mistake in the History of the Human Race“ (deutsch „Der schlimmste Fehler in der Geschichte der Menschheit“), dass die Lebensweise der Jäger und Sammler die erfolgreichste und am längsten währende der menschlichen Geschichte war; im Gegensatz zur Landwirtschaft, die er als „Durcheinander“ bezeichnete. Es sei „unklar, ob wir es lösen können.“ Auf der Basis von Belegen dafür, dass die Lebenserwartung seit der Aneignung der Landwirtschaft sinkt, meint der Anthropologe Mark Nathan Cohen, dass die bisherige Überzeugung, dass die Entstehung der Zivilisation für eine Zunahme im menschlichen Wohlergehen gesorgt habe, revidiert werden müsse.
Mehrere Wissenschaftler, darunter Karl Polanyi und Marshall Sahlins, charakterisierten primitive Gesellschaften als Schenkökonomien, in denen „Waren nach ihrer Brauchbarkeit und Schönheit bewertet werden statt nach ihren Kosten; Handelsgüter mehr auf Grundlage ihres Bedarfs getauscht werden als auf Grundlage ihres Tauschwertes; gesellschaftliche Umverteilung größtenteils ohne Berücksichtigung der Arbeit, die Mitglieder investiert haben, geschieht; Arbeit ohne die Idee eines Gehalts als Gegenleistung oder eines individuellen Vorteils erbracht wird, meist gar überhaupt ohne Auffassung der Tätigkeit als 'Arbeit'“.

### Domestizierung, Entfremdung und Renaturierung

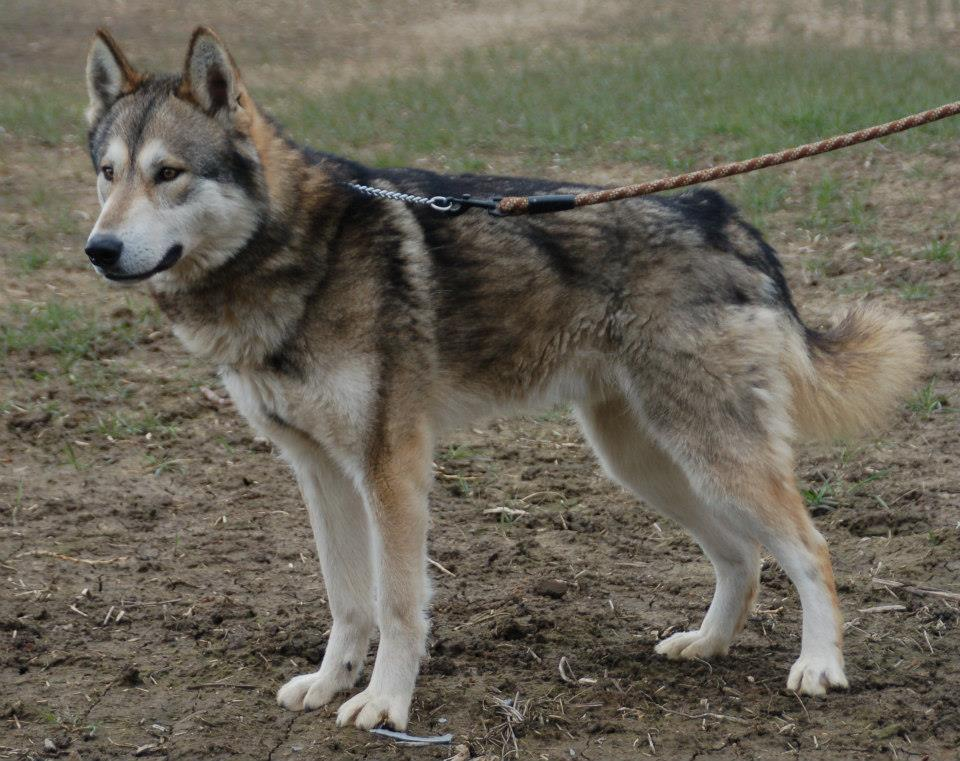
Der Mensch hat den wilden Wolf durch Domestizierung zu einem zahmen Haushund gemacht. Gemäß der primitivistischen Theorie ist die Zivilisation die Domestizierung des Menschen.

Anarcho-Primitivisten wie John Zerzan definieren Domestizierung als „den Willen, Tiere und Pflanzen zu beherrschen“ und sehen sie als „die definierende Grundlage der Zivilisation“.
Sie beschreiben die Domestizierung außerdem als den Prozess, im Zuge dessen sich das Leben menschlicher Populationen durch Landwirtschaft und Tierhaltung von einem vormals nomadischen in ein sesshaftes Leben umwandelte. Diese Art der Domestizierung habe eine totalitäre Beziehung mit Land und Wasser sowie die Domestizierung der Tiere zur Voraussetzung. Im wilden Zustand herrsche eine Balance in der Natur, in welcher alles Leben Ressourcen teilt oder darum wettstreitet. Diese Balance werde durch Domestizierung zerstört. Domestizierte Landschaften zum Beispiel beenden das offene Ressorcenteilen. Dieses Konzept von Eigentum habe gemäß den Anarcho-Primitivisten Besitz und Macht entstehen lassen und damit das Fundament für soziale Hierarchien gelegt. Hinzu komme die Zerstörung, Versklavung oder Assimilation von weniger zivilisierten Gruppen, die nicht diesen Wandel vollzogen.
Die Domestizierung versklave allerdings nicht nur die Domestizierten, sondern auch die Domestizierer selbst. Die Fortschritte in Psychologie, Anthropologie und Soziologie erlauben den Menschen, sich selbst zu quantifizieren und zu vergegenständlichen, bis auch sie zur Ware werden.
Siehe auch: Kommodifizierung
Für die meisten primitivistischen Anarchisten ist Renaturierung und Wiederverbinden mit der Erde ein Lebensprojekt. Laut ihnen sollte dies nicht auf ein intellektuelles Verständnis oder die Praxis primitiver Fähigkeiten beschränkt werden. Stattdessen sei ein tiefgründiges Verstehen davon notwendig, wie wir domestiziert, gebrochen und von uns selbst entfremdet werden. Dazu gehört auch eine emotionale Komponente. Hierbei geht es darum, sich selbst sowie einander von den zehntausendjährigen Wunden zu heilen, zu lernen, wie man zusammenlebt in Gemeinschaften, die nicht-hierarchisch und nicht-unterdrückerisch sind sowie die Mentalität zum domestizieren in unseren sozialen Gewohnheiten abzubauen. Zur Renaturierung gehört aber auch die physische Komponente, darunter das Wiedererlangen von Fähigkeiten und das Entwickeln von Methoden für eine nachhaltige Koexistenz, inklusive Problemen der Ernährung, des Unterschlupfes und der Heilung mithilfe der Pflanzen, Tiere und Materialien, die in unserer Bioregion natürlich vorkommen, aber auch das Niederreißen der physischen Manifestation (Infrastruktur etc.) der bestehenden Zivilisation. Dadurch würden auch die heute verbreiteten Zivilisationskrankheiten eingedämmt.

### Massengesellschaft und Arbeitsteilung
Primitivisten glauben nicht an die von manchen anderen Anarchisten als grundlegendes Ziel angestrebte „freie Massengesellschaft“, da ihres Erachtens eine Massengesellschaft niemals frei sein kann. Sie glauben, dass großformatige Industrie und Landwirtschaft unausweichlich zu Hierarchie und Entfremdung führen. Sie argumentieren dahingehend, dass die Arbeitsteilung, die industrielle Gesellschaften zum Funktionieren brauchen, die Menschen in eine Abhängigkeit von Fabriken und der Arbeit anderer Spezialisten bringt, um ihr Essen, ihre Kleidung, ihre Behausung und andere lebensnotwendigen Dinge zu produzieren. Diese Abhängigkeit zwinge sie dazu, Teil dieser Gesellschaft zu sein, egal, ob sie das wollen oder nicht. Diese Kritik bezieht sich nicht nur auf einzelne Gesellschaften bzw. Nationen, sondern in Übereinstimmung mit der Globalisierungskritik auch auf die gesamte Welt, da durch die Globalisierung Menschen in wirtschaftsschwachen Ländern von Menschen aus Industriestaaten ausgebeutet würden.
Die oben erläuterte gesellschaftliche Entfremdung habe sich seit der industriellen Revolution zum Beispiel mit der zeitlichen und horizontalen Teilung von Arbeitsprozessen (siehe Frederick Winslow Taylor) ganz konkret in den Produktionsverhältnissen niedergeschlagen.

### Kritik an Sprache und Symbolkultur
Manche Primitivisten sehen den Wandel hin zu einer zunehmend symbolischen Kultur als hochproblematisch an, da diese uns von direkter Interaktion trennt. Dies wird manchmal fälschlicherweise als Wunsch interpretiert, sämtliche symbolbasierten Kulturelemente abzuschaffen, also auch die Sprache. Mark Lance zum Beispiel, Professor der Georgetown University, kritisierte diese Sprachkritik als „verrückt, weil eine geeignete Kommunikation notwendig ist, um innerhalb der Box Mittel zu kreieren, die Box zu zerstören.“ Die Kritik an der symbolischen Kultur soll in der Regel aber nur auf die Probleme hinweisen, die durch Sprache und andere symbolische Kultur zustande kommen, da andere Methoden des Verständnisses von der Welt, wie zum Beispiel sinnliche, komplett vernachlässigt werden, wenn Kommunikation und Verstand nur auf symbolischem Denken aufbauen. Mit der Kritik wird also die Abkehr von direkter Erfahrung betont und die daher nur noch vermittelt stattfindende Erfahrung (z. B. in Form von Sprache, Kunst, Zahl oder Zeit).
Gemäß diesen Primitivisten filtert die symbolische Kultur unsere gesamte Wahrnehmung durch formelle und informelle Symbole und trennt uns damit vom direkten und unmittelbaren Kontakt mit der Realität. Es geht also nicht nur darum, dass Dingen Namen gegeben werden, sondern um unsere gesamte indirekte Beziehung zur Welt bzw. zu unserem dadurch verzerrten Bild von der Welt. Ob wir Menschen für dieses symbolbasierte Denken genetisch „vorprogrammiert“ sind oder ob es durch kulturelle Aneignung entwickelt wird, steht zur Debatte. Gemäß dem Primitivismus ist aber jede symbolische Form des Ausdrucks und des Verstehens limitiert und irreführend und eine übermäßige Abhängigkeit davon führt zu Objektifizierung, Entfremdung und einer zu einem Tunnelblick verkümmerten Wahrnehmung. Viele Primitivisten werben dafür, die in sich schlummernden und wenig genutzten Methoden der Interaktion und Wahrnehmung, wie zum Beispiel Berührung und Geruchssinn, im Sinne der Ganzheitlichkeit wieder zum Leben zu erwecken und durch Experimentation mit diesen für sich selbst einen individuell einzigartigen Modus des Verstehens der Welt und des Ausdrückens seines Selbst zu entwickeln.

### Unterschied zu traditionellem Anarchismus
Anarchisten verfolgen strikt anti-autoritäre Ziele, stellen also jede Form der Macht von Menschen über andere Menschen fundamental infrage und streben stattdessen egalitäre Beziehungen an sowie Gemeinschaften, die auf gegenseitiger Hilfe basieren. Der Primitivismus hat die gleichen Ziele, der primitivistische Fokus der Gesellschaftskritik liegt aber stärker auf der Kritik an technischem Fortschritt und Konsumgesellschaft sowie Zivilisation im Allgemeinen.
Viele klassische Anarchisten lehnen diese Zivilisationskritik ab, während manche, wie Wolfi Landstreicher, die Kritik gutheißen, ohne sich selbst als Anarcho-Primitivisten einzuschätzen. Anarcho-Primitivisten können auch dadurch von anderen Anarchisten unterschieden werden, dass sie ihren Fokus auf die Praxis legen, durch Renaturierung (englisch Rewilding) einen dedomestizierten Zustand erreichen zu wollen.

### Strömungen
Primitivisten lassen sich vor allem daran unterteilen, wie sehr sie die moderne Gesellschaft und Technik ablehnen und welche Entwicklungsstufe menschlicher Gesellschaften die letzte „Gute“ war (ergo welcher Wandel der erste „Schlechte“ war, z. B. die Neolithische Revolution oder die Industrielle Revolution).
So sind sich Primitivisten bspw. nicht darin einig, inwieweit Gartenbau in einer anarchistischen Gesellschaft noch existieren kann. Manche argumentieren für eine gewisse Rolle der Permakultur, während sich andere für eine Existenz aussprechen, die strikt auf Jagen und Sammeln basiert.

## Wirkung

### Einfluss auf Karl Marx
In der marxistischen Theorie findet sich eine Verbindung von frühromantischer, „primitivistischer“ Zivilisationskritik und aufklärerischen Fortschrittsideen. Die Aufhebung der Arbeitsteilung soll hier nicht durch Rückkehr zu einer primitiven Urgesellschaft, sondern durch eine Rückkehr zu deren sozialen Strukturen auf hohem technischen Niveau geschehen. Karl Marx erwartet die „Erlösung“ von den Zwängen der Zivilisation von der „Entwicklung der Produktivkräfte“, das heißt der Ausdifferenzierung der Arbeitsteilung, verbunden mit der Ersetzung menschlicher Arbeitskraft durch Maschinen (Automatisierung) und damit der Verkürzung der zum Lebensunterhalt notwendigen Arbeitszeit.

### Weitere
Der als „Unabomber“ bekannt gewordene US-amerikanische Terrorist Theodore Kaczynski versuchte, mithilfe von Paketbombenattentaten auf Personen, die mit damals neuen Technologien in Verbindung standen, Aufmerksamkeit auf die problematischen Folgen der modernen Technik zu lenken und eine primitivistische Revolution loszutreten.
Vom Unabomber womöglich inspiriert wurde der Roman Fight Club (1996) und der darauf basierende gleichnamige Film (1999). In diesem Film spielt der Primitivismus eine wichtige Rolle, so werden darin viele seiner  Ideen präsentiert.
Ein Musikstück, das vereinzelt Ideen des Primitivismus aufgreift, ist der Rapsong Hurra die Welt geht unter vom gleichnamigen Album der Berliner Hip-Hop-Formation K.I.Z.

## Primitivismus in der Kunst
Schon in der aufklärerischen Literatur der Sturm-und-Drang-Zeit ließ sich ein verstärktes Einfühlen mit der Natur ausmachen. In der folgenden romantischen Periode, die als Reaktion auf die Industrielle Revolution solche Tendenzen erweitert habe, ließ sich die erste Affinität mit der Natur des Menschen selbst ausmachen.
So schrieb William Blake 1789 in A Little Girl Lost:
| Children of the future age, Reading this indignant page, Know that in a former time Love, sweet love, was thought a crime. | Kinder eines zukünftigen Zeitalters, wenn ihr diese empörte Seite lest, wisset, dass in früherer Zeit Liebe, süße Liebe, als Verbrechen galt. |

Die Situationistische Internationale prägte einige primitivistische, künstlerische Slogans, z. B. mit „Unter dem Pflaster liegt der Strand.“ (Sous les pavés, la plage). Das Berliner Autorenkollektiv „A.S. Ambulanzen“ erweiterte und aktualisierte diesen Ansatz: „Warum wir es nicht auf der Straße tun. Unter dem Pflaster liegt der Strand, darunter der Untergrund, in der Straße liegt der Staat, am Straßenrand steht das Haus, dahinter der Baum, die Straße voller Kameras, in der Straße erwacht die Nation, wir haben die Straße im Kopf und bleiben im Bett“.

### Bücher
- Layla AbdelRahim: Children’s Literature, Domestication, and Social Foundation: Narratives of Civilization and Wilderness. New York 2015, ISBN 978-0-415-66110-2.
- Layla AbdelRahim: Wild Children – Domesticated Dreams: Civilization and the Birth of Education. Halifax 2013, ISBN 978-1-55266-548-0.
- Booth, Stephen: Primitivism an Illusion With No Future. 2001, ISBN 0-9521226-3-4 (theanarchistlibrary.org).
- Diamond, Stanley: In Search of the Primitive: A Critique of Civilization. 1974, ISBN 978-0-87855-582-6 (Google Books).
- Jacques Ellul: The Technological Society. New York 1964, ISBN 978-0-394-70390-9 (archive.org – nur nach Registrierung abrufbar).
- Giuseppe Gagliano: Il ritorno alla Madre Terra. L’utopia verde tra ecologia radicale e ecoterrorismo. 2010, ISBN 978-88-6178-595-3, S. 229 (italienisch).
- Chellis Glendinning: My Name is Chellis and I’m in Recovery from Western Civilization. 1994, ISBN 0-87773-996-X (archive.org).
- Matthew Humphrey: Ecological Politics And Democratic Theory: The Challenge to the Deliberative Ideal. 2007, ISBN 978-0-415-31431-2, Anarcho-primitivism and direct action politics (Google Books [abgerufen am 22. September 2021]).
- Derrick Jensen: A Language Older Than Words. New York 2000, ISBN 1-893956-03-2.
- Derrick Jensen: The Culture of Make Believe. New York 2002, ISBN 1-893956-28-8.
- Theodore Kaczynski: The Unabomber Manifesto: Industrial Society and Its Future. 3. Auflage. Berkeley 1996, ISBN 0-9634205-2-6.
- Kaczynski, Theodore: The Road to Revolution. 2008, ISBN 978-2-88892-065-6, S. 327.
- Jerry Mander: In the Absence of the Sacred: The Failure of Technology and the Survival of the Indian Nations. 1992, ISBN 978-0-87156-509-9 (archive.org).
- Fredy Perlman: Against His-Story, Against Leviathan! Detroit 1983, ISBN 978-0-934868-25-9 (theanarchistlibrary.org).
- Daniel Quinn: Ishmael. New York 1992, ISBN 0-553-07875-5.
- Bron Taylor: Dark Green Religion: Nature Spirituality and the Planetary Future. 2010, ISBN 978-0-520-26100-6, S. 91 ff. (Google Books).
- Kevin Tucker: For Wildness and Anarchy. Greensburg PA 2009.
- David Watson: Against the Megamachine. Brooklyn 1998, ISBN 1-57027-087-2 (radicalarchives.org).
- John Zerzan: Elements of refusal. Columbia MO 1999, ISBN 978-1-890532-01-7.
- James Luchte: Of the Feral Children. London 2012, ISBN 978-1-4792-9488-6.
- Henry David Thoreau: Walden
- Etienne de La Boetie: Von der freiwilligen Knechtschaft
- Derrick Jensen: Endgame, Vol. 1 und Vol. 2
- Laotse: Daodejing
- John Zerzan: Running on Emptiness: The Pathology of Civilization
- John Zerzan und R. L. Tubbesing: Against Civilization: Readings and Reflections
- Éric Valli: Leben in der Wildnis – Begegnungen mit Aussteigern
- Kirkpatrick Sale: Rebels against the Future
- Kirkpatrick Sale: After Eden: The Evolution of Human Domination
- Kirkpatrick Sale: Das verlorene Paradies; Christoph Kolumbus und die Folgen

### Zeitschriften
- Green Anarchy: An Anti-Civilization Journal of Theory and Action
- Species Traitor: An Insurrectionary Anarcho-Primitivist Journal
- Disorderly Conduct (Zeitschrift)
- Fifth Estate: An Anti-Authoritarian Magazine of Ideas and Action